# 格拉蘇爾科維奇宮
格拉蘇爾科維奇宮是位於斯洛伐克首都布拉提斯拉瓦的一座宮殿建築，於1760年興建，是斯洛伐克最大、最重要的巴洛克式（晚期巴洛克式）建築，該建築具有洛可可風格，帶有一座法式花園。
在1939年至1945年期間，這裡就曾是斯洛伐克總統府所在地。共產主義時代這裡也曾被斯洛伐克政府使用。1990年代初期，宮殿得到重建。1996年9月30日開始，這裡作為斯洛伐克總統府使用至今。

## 歷史
該建築於1760年由建築師安東邁爾霍夫（Anton Mayerhofer）為匈牙利貴族安東·格拉夫·格拉薩爾科維奇（玛丽亚·特蕾西娅的密友）設計 ，並於同年完工。該建築設有許多房間和令人印象深刻的樓梯。小教堂裝飾有約瑟·皮克勒的壁畫。
此後，該建築成為布拉迪斯拉发巴洛克艺术音樂生活的中心。约瑟夫·海顿在這里首演了他的一些作品。格拉薩爾科維奇伯爵也有他的管弦樂隊，他的「同事」埃斯特哈齊王子曾經「借」給他最喜歡的指揮家海頓。由於格拉薩爾科維奇也是瑪麗亞·特蕾莎的附庸，因此這座宮殿經常被用於使用哈布斯堡朝廷的各種舞會和派對。奧匈帝國末期之前，這座宮殿的最後一位主人是特申的腓特烈大公和他的妻子克羅伊-迪爾門的伊莎貝拉。
1919年起，宮殿被領土軍事司令部佔領。
在1939年至1945年期間，在埃米爾·貝魯斯的建議下，宮殿被改造並成為斯洛伐克第一共和國總統約瑟夫·蒂索的辦公地點。在共產主義時代，宮殿被1945年之後作為行政機構「委員會」（也稱為全權代表團）的所在地，這是捷克斯洛伐克境內斯洛伐克的準政府。1950年，這座建築變成「克莱门特·哥特瓦尔德先鋒和青年之家」。作為布拉迪斯拉瓦先鋒運動的活動中心，不過學童曾對宮殿進行廣泛的破壞，只有在1989年底天鵝絨革命之後，格拉蘇爾科維奇宮才進行修復工程。
1990年代初期，格拉薩爾科維奇宮的修復工作由斯洛伐克首任第一夫人艾米麗雅·科瓦喬瓦監督。經過修復，宮殿於1996年9月30日成為斯洛伐克總統的總統府。

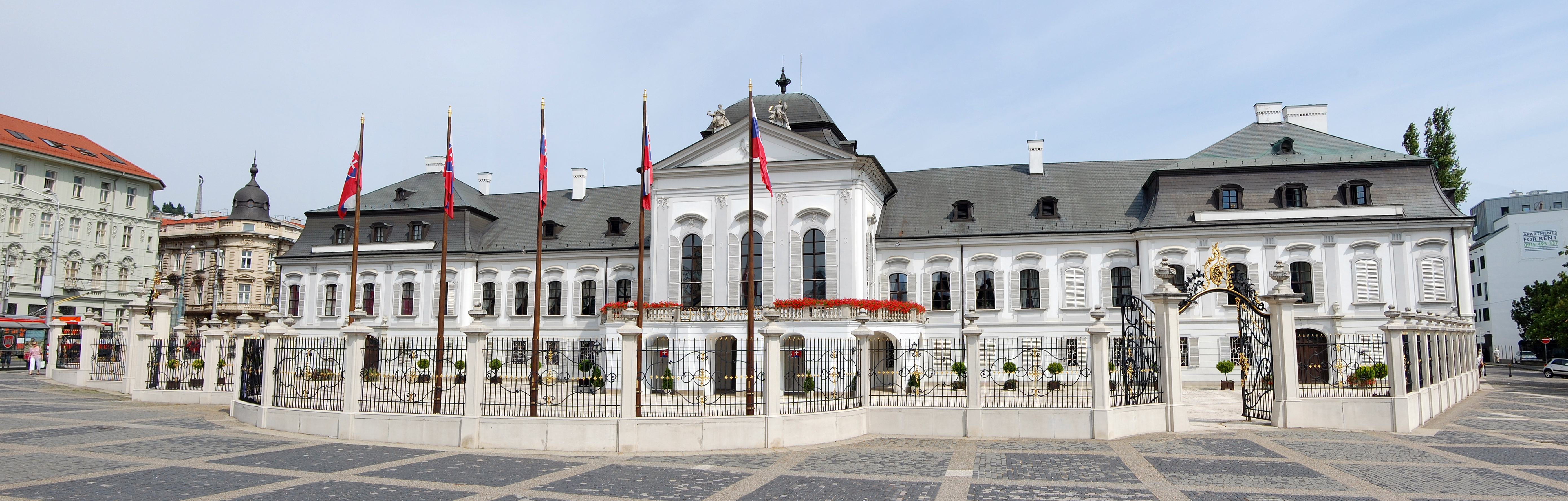
格拉蘇爾科維奇宮

宮殿內還設有最初獨立的聖芭芭拉教堂。

## 花園
格拉蘇爾科維奇宮殿的一部分是一個法式風格的大花園，該設施延續了大主教夏宮的大花園。20世紀90年代末，花園進行了大規模重建，在很大程度上恢復了公園的原貌。 
1978年，蒂博爾·巴特費伊、卡罗尔·莱克、伊姆里希·埃倫伯格和帕維爾·米克西克設計的「生命之樂」噴泉被安裝在這裡。 20世紀90年代初，花園中安放了瑪麗亞·特蕾莎的騎馬雕像，以及一尊出生於布拉提斯拉瓦的作曲家约翰·尼波默克·胡梅尔的雕像。

## 開放日
每年6月15日，總統就職典禮週年紀念日時經常會開放宮殿參觀。2016年，約有6,000人參與。

## 圖片

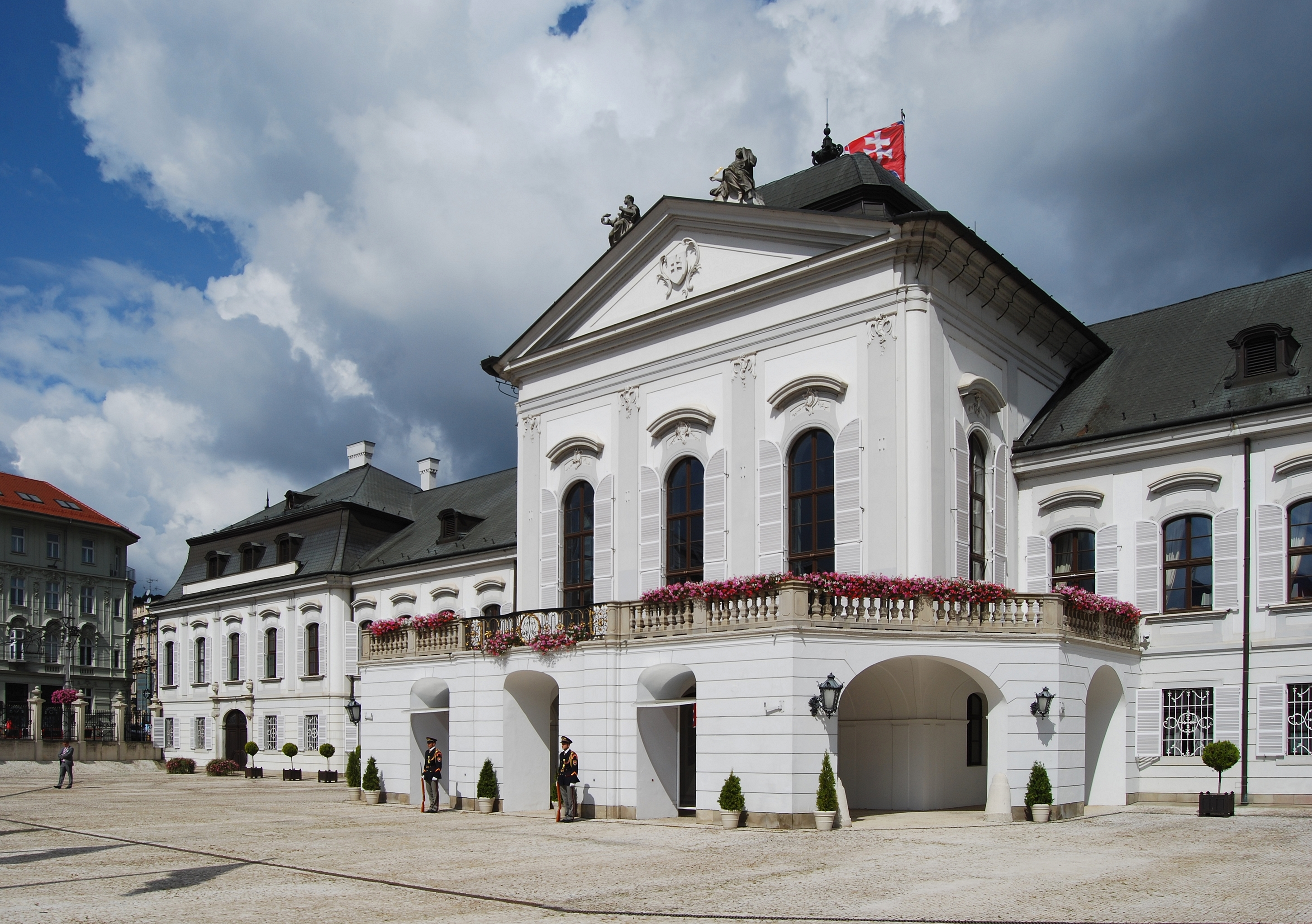
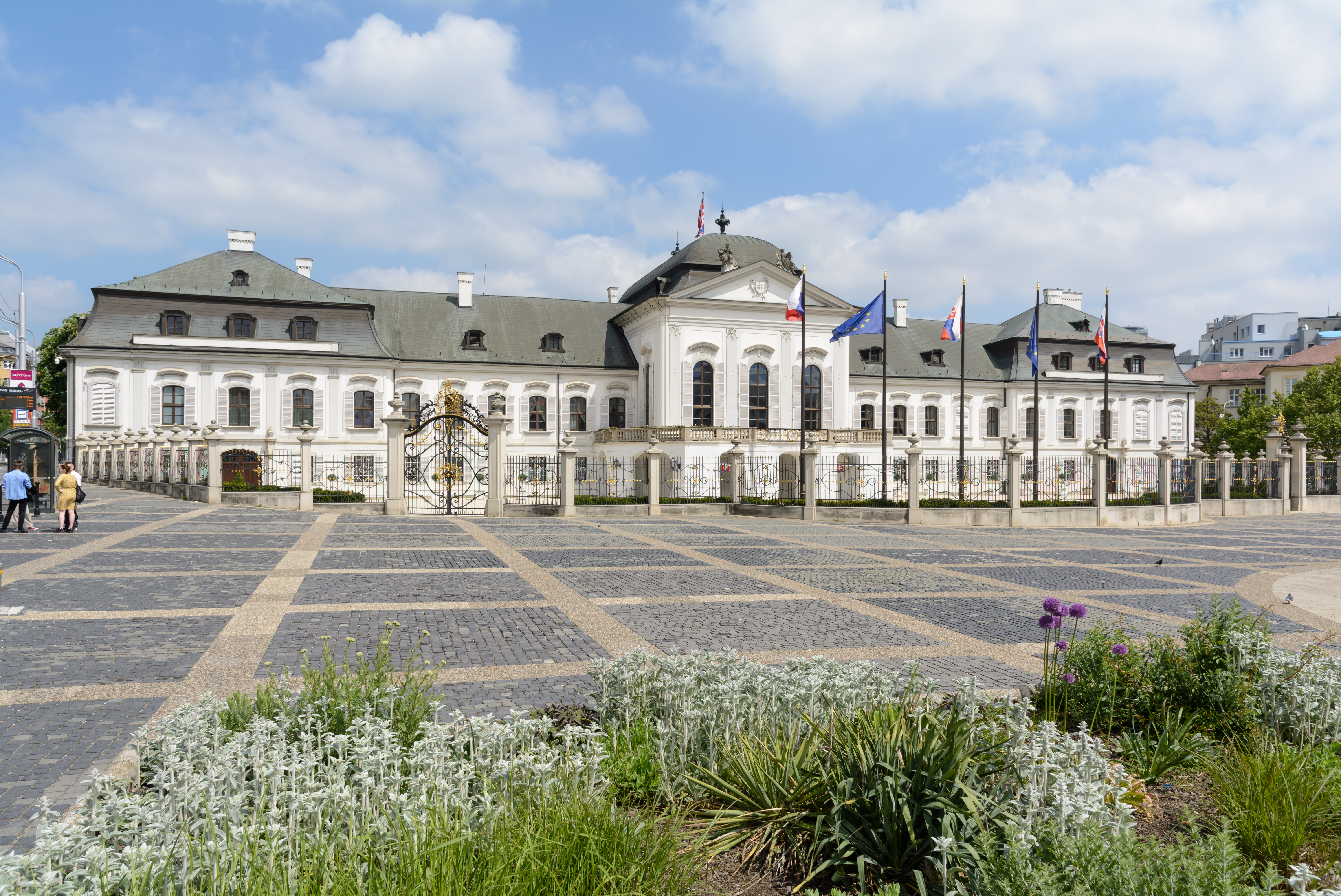
從霍佐瓦廣場遙望宮殿
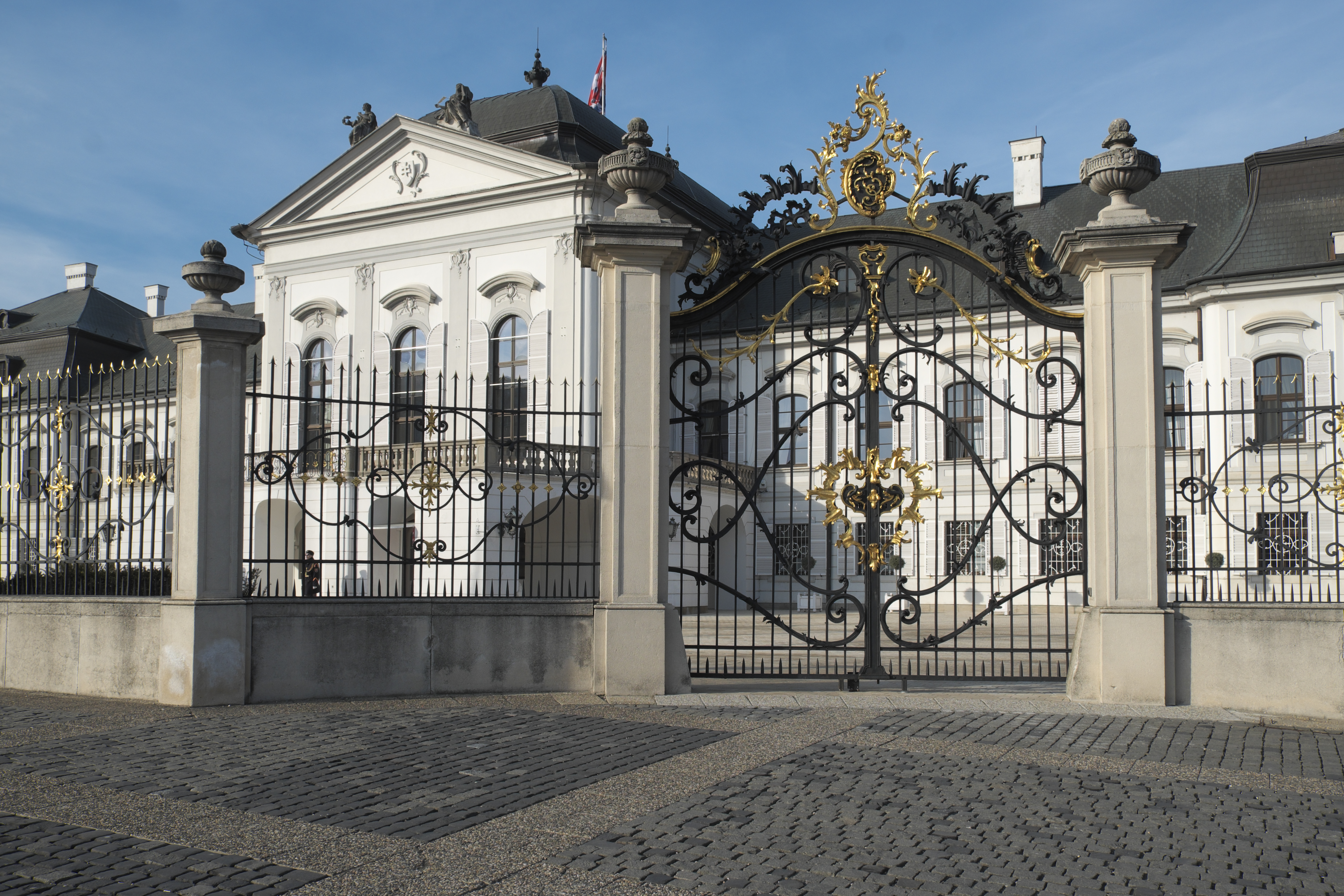
大門
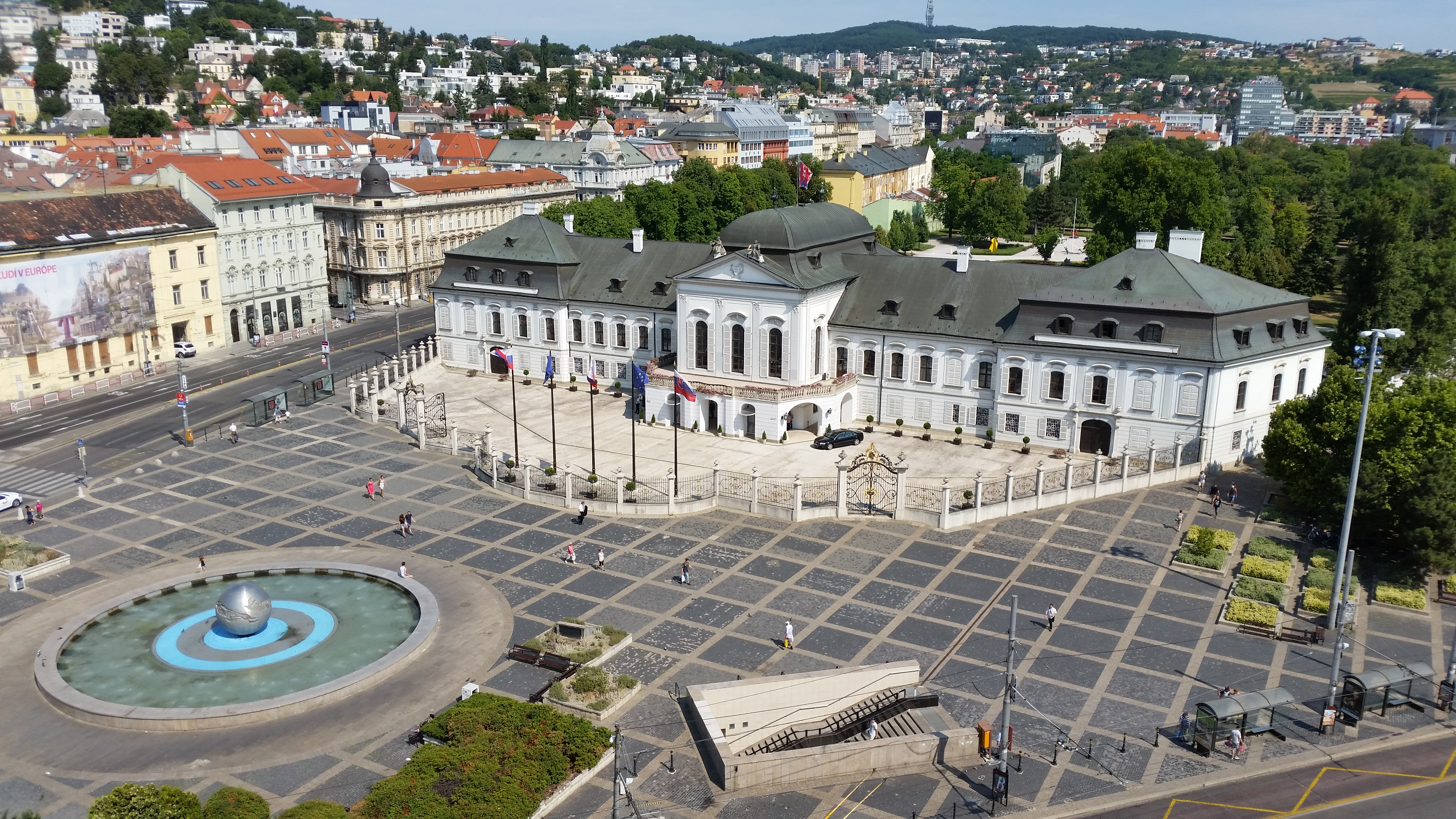
俯瞰格拉薩爾科維奇宮

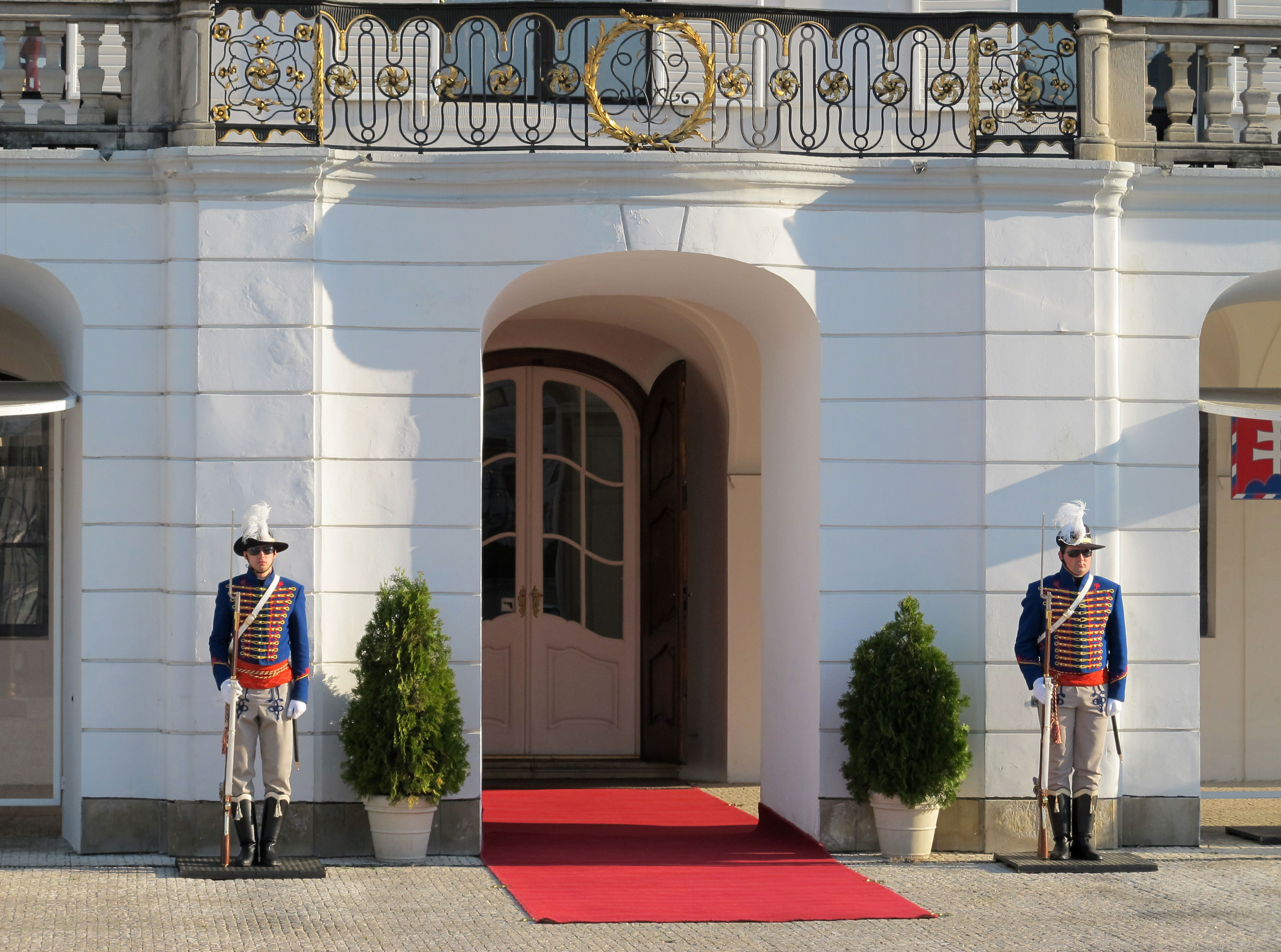
儀仗隊
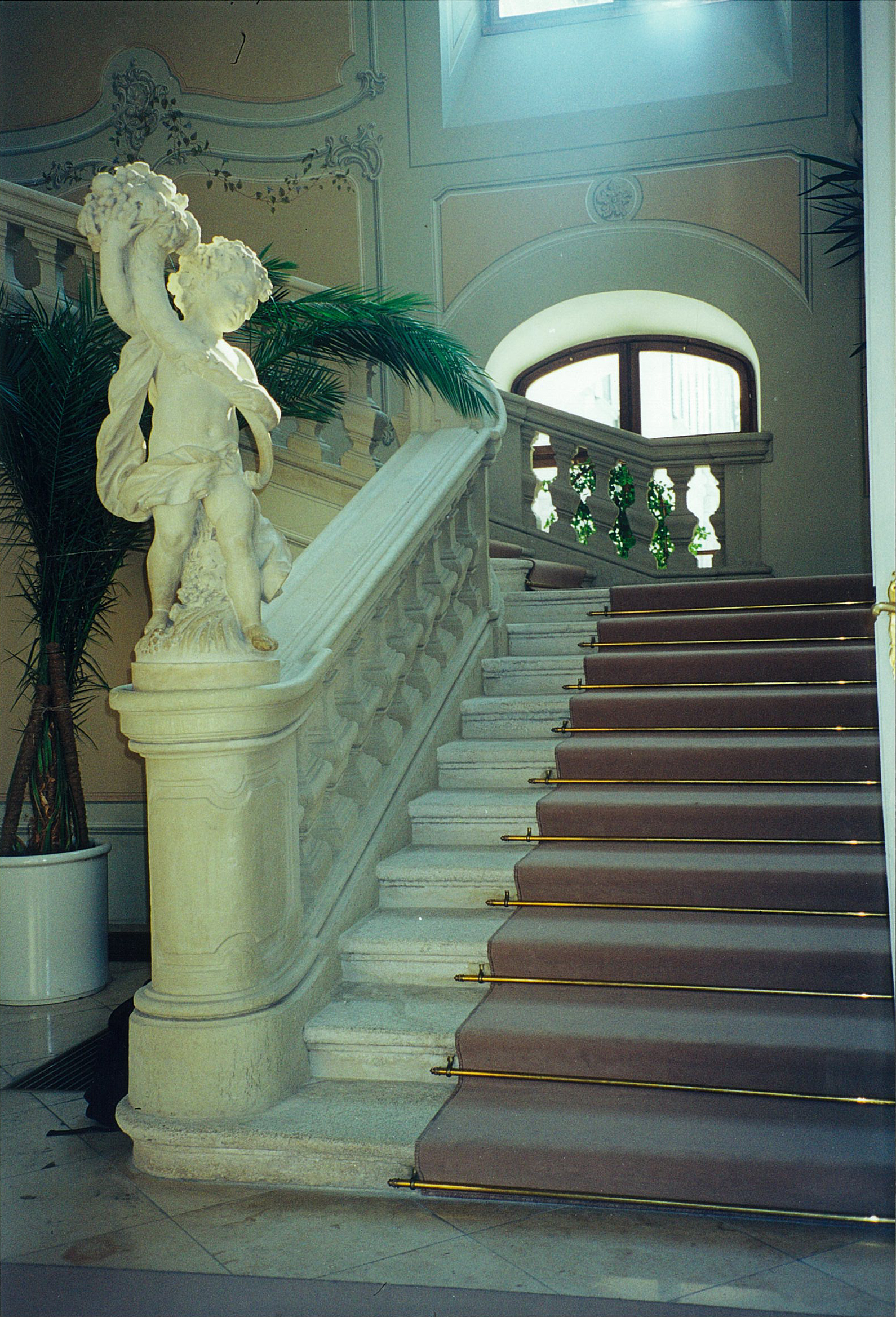
宮殿的樓梯
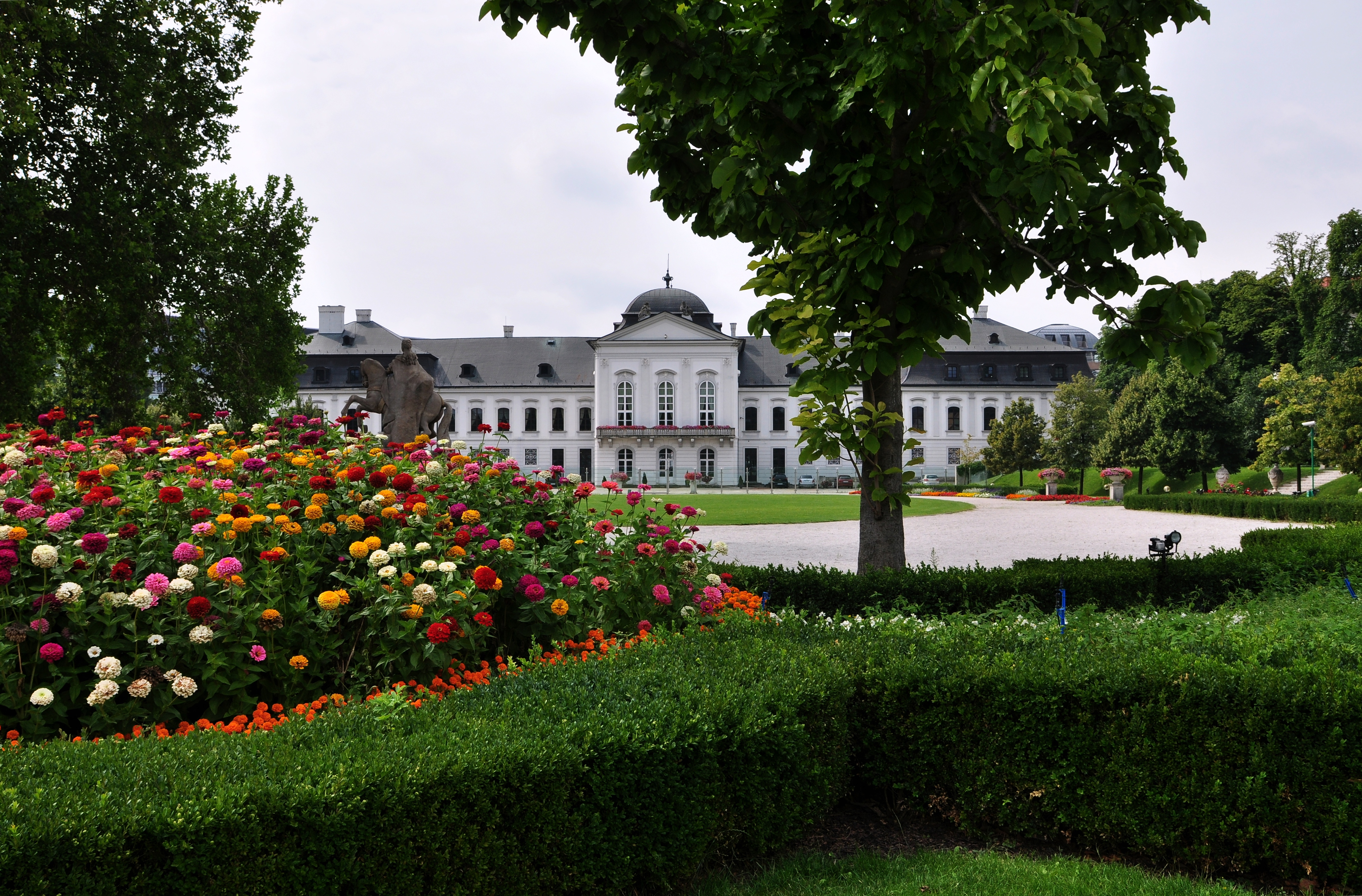
Pohľad z parku
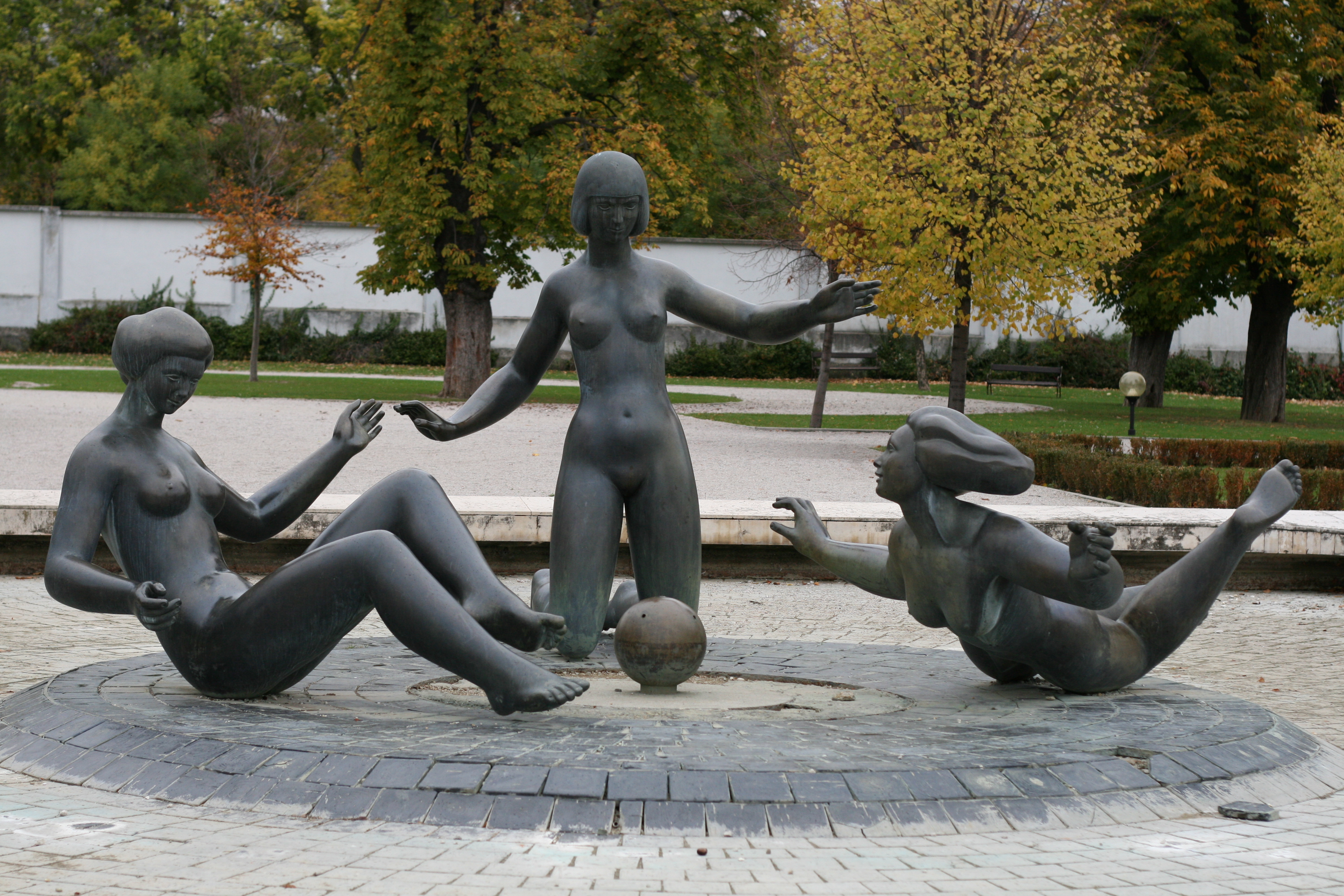
「生命之樂」噴泉
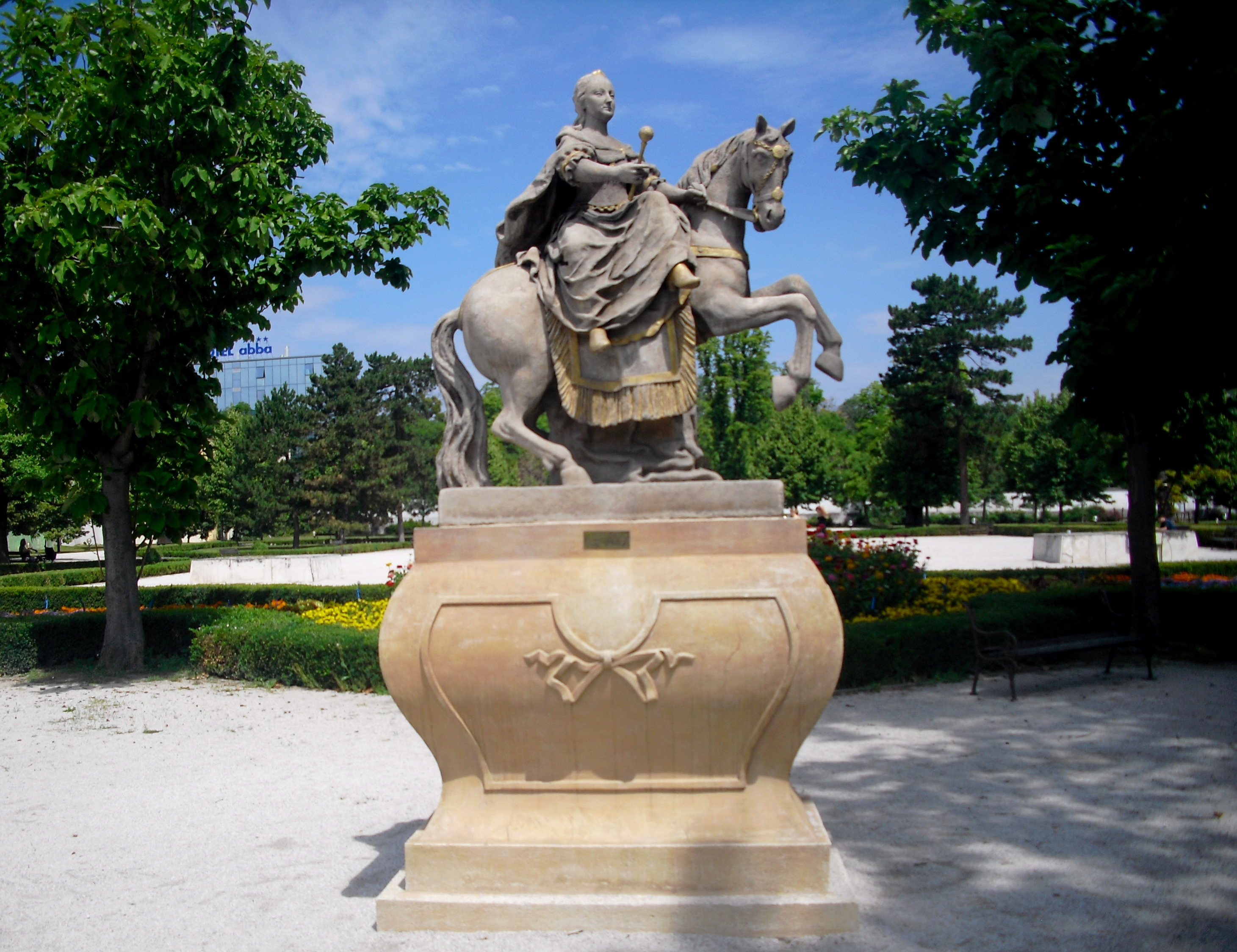
瑪麗亞特蕾莎雕像

## 外部連結
48°08′58″N 17°06′28″E / 48.14944°N 17.10778°E